# 避難場所

自然災害での屋外避難場所を示すシンボル(ISO 7010の安全標識)

避難場所・指定緊急避難場所（ひなんばしょ・していきんきゅうひなんばしょ）とは、地方自治体が指定した災害を避けることができる施設・場所のことを示す。

2013年(平成25年)の災害対策基本法の改正にて、災害種別ごとの緊急の避難場所である「指定緊急避難場所」と、一定期間滞在して避難生活ができる「指定避難所」の規定を設けた。

本稿では特に指定が無い限り、日本国内の指定緊急避難場所について解説する。 

## 概要
災害対策基本法では、「津波、洪水による危険が切迫した状況において、住民等の生命の安全の確保を目的に、緊急に住民が避難する施設や場所」として、指定緊急避難場所が位置付けられている。また、避難所と避難場所は相互に兼ねることができる（災害対策基本法 第四十九条の八）

指定避難所 、指定緊急避難場所、指定福祉避難所 の規定は、市町村条例に特別な規定がないかぎり、基準規定としては下記のようになる。

### 法で規定された名称

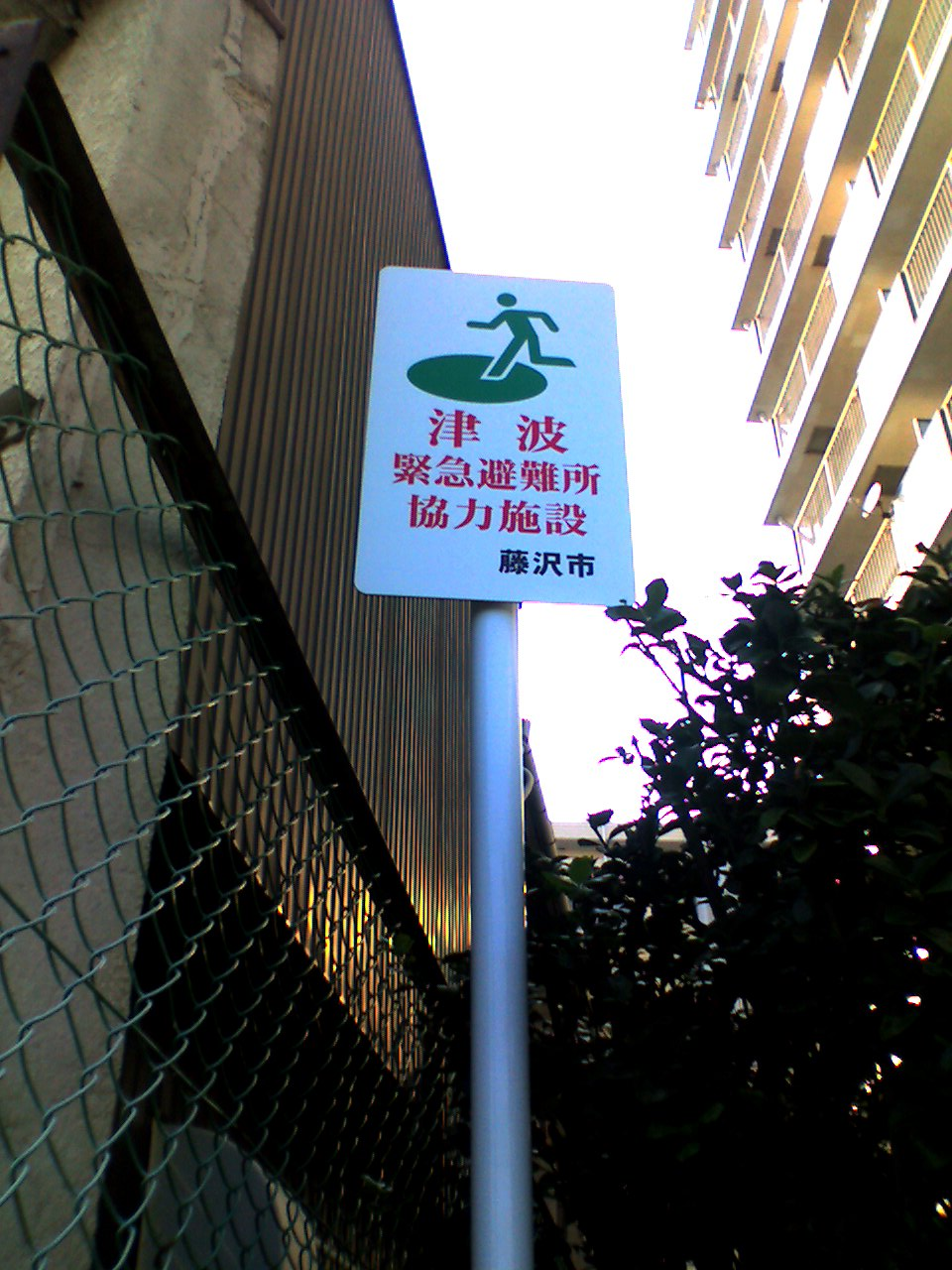
津波緊急避難所を示す標識

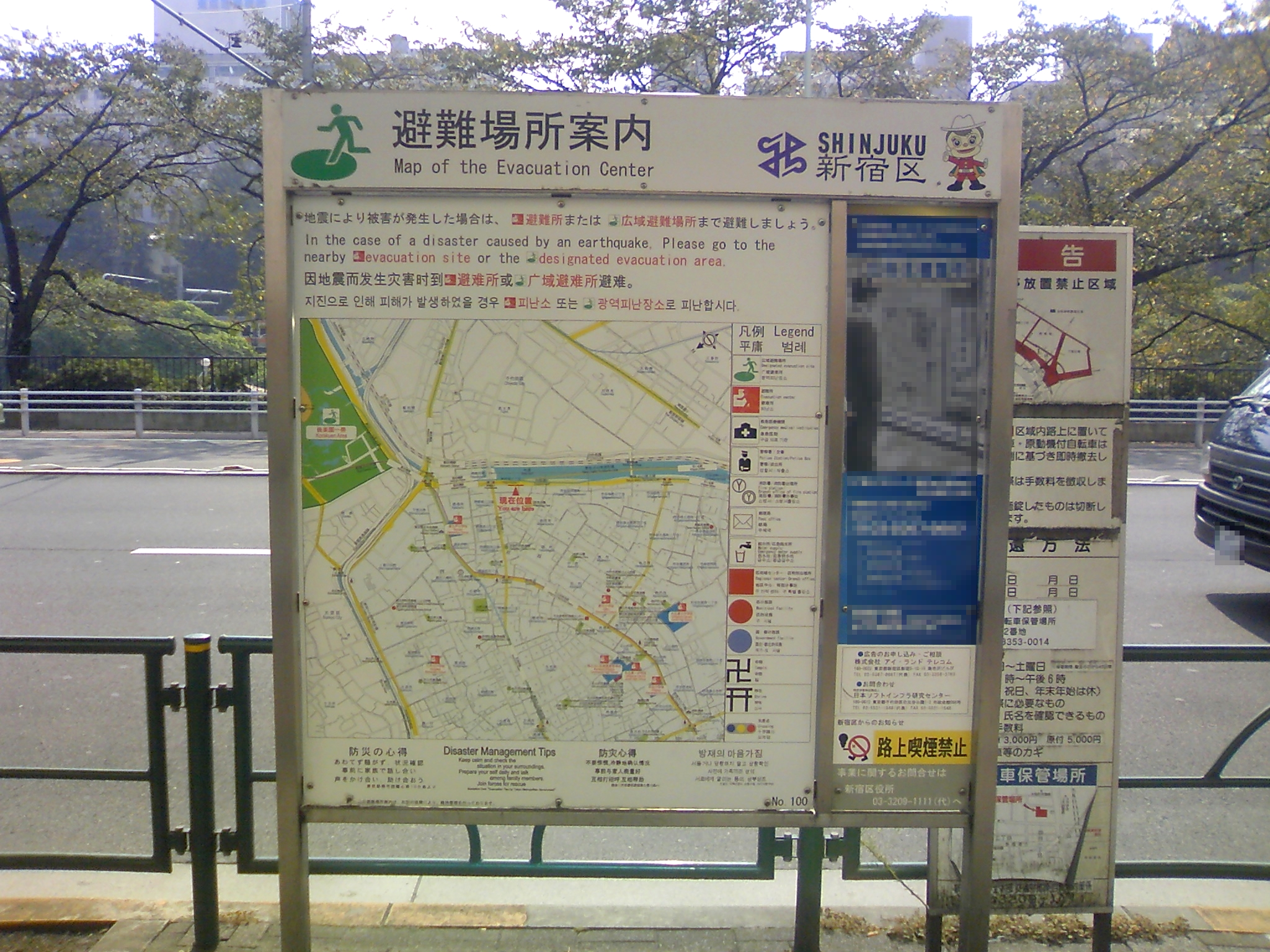
避難場所案内板
東京都新宿区

ISO 7010で避難集合場所を知らせるピクトグラム

- 指定避難所

災害種別に限らず指定、一定期間滞在して避難生活ができる（災害対策基本法 第四十九条の七）
- 指定緊急避難場所

災害種別ごとに指定、災害の危険から命を守るために緊急的に避難をする場所。（災害対策基本法 第四十九条の四）
- 指定福祉避難所

避難行動要支援者(要配慮者)のための避難所（災害対策基本法による避難所の指定基準の一つとして、災害対策基本法施行令に規定）

## 避難所と避難場所の違い
2011年(平成23年)の東日本大震災の発災前までは、「避難場所」と「避難所」が明確に区別されておらず、また、災害の種別ごとに避難場所が指定されていなかったため、避難場所に逃れたもののその施設に津波が襲来して多数の犠牲者が発生したことから、2013年(平成25年)の災害対策基本法の改正にて、災害種別ごとに指定し緊急の避難場所である「指定緊急避難場所」と、災害種別に限らず指定が行われ一定期間滞在して避難生活ができる「指定避難所」を区別し規定を設けた。

尚、指定緊急避難場所と指定避難所は、相互に兼ねることができる。

## 災害の種別ごとの避難場所
指定緊急避難場所は、発生する災害（火災・風水害・津波・高潮など）の種類ごとに指定されている。

指定の例（例）
- 地震：公園、大規模な広場
- 火災：耐火性のある頑丈な建物
- 津波：高台や津波浸水区域外の頑丈な建物
- 水害：浸水想定区域外の頑丈な建物
- 土砂災害：崖から離れた土砂災害警戒区域外の頑丈な建物
- 帰宅困難者：民間連携[注釈 1][7][8]

## 自主避難所として利用
台風の接近などで洪水や土砂災害などの災害が発生する恐れがあり、自治体の警戒レベル発令の前に、自主防災組織が地区の避難を希望する人のために、町内会や自治会が管理する公民館などの指定緊急避難場所を一時的に開設する避難所。

避難行動要支援者にとって、警戒レベル発令後の避難行動が容易ではない場合などを想定し、警戒レベル発令前の行動を地区防災計画で地域特性に合わせて盛り込まれる。避難後の食糧・備蓄品等は警戒レベル発令前のため、避難者自身が自主的に用意する(自助)。

## 指定緊急避難場所の課題
- 周知不足：外国人住民への周知不足
- 自治体ごとの指定に差：公園や広場がない地域
- 安全性への疑問
- 避難行動要支援者(要援護者・要配慮者・要支援者)への対応
- 避難時の混乱
- 交通渋滞
- 発災後の情報不足・情報共有

## 帰宅困難者への支援
帰宅困難者への対策として、一時的に帰宅困難者を受け入れる一時滞在施設が各自治体により指定されている。また東京など首都圏では、徒歩で帰宅する者を支援するためにトイレや水の提供などに協力する帰宅支援ステーションの制度があり、コンビニ、ファーストフード店・ファミリーレストラン等の飲食店、ガソリンスタンドなどの企業と協定が結ばれている。

## 避難訓練
指定緊急避難場所への迅速な避難、避難所へ円滑な移動など、災害時の適切な避難行動を可能とするためには、普段から市町村(公助)と自主防災組織(共助)、地区住民(自助)が一体となって防災マップ等の作成を行うほか、各種防災訓練・防災教育等を通じて、地区の住民に対し、指定緊急避難場所等の趣旨、所在地情報、地域において想定される災害リスク等の周知徹底を行うなど、避難行動の定着に努めることが重要である。

地区の住民は、自主防災組織の主導のもと、自分たちがいつ、どのタイミングで避難するのか、災害に備えて自分自身がとるべき防災行動をあらかじめ時系列的に整理したマイ・タイムライン(防災行動計画)を作成し、避難スイッチ(行動スイッチ)を考えておくことも重要である。

代表的な取り組みは、マイ・タイムラインの作成のほか、避難行動要支援者の避難を盛り込んだ災害図上訓練DIG、避難所HUG(風水害バージョン)、災害対応カードゲーム教材「クロスロード」などがある。

## 関連書籍
- 公益社団法人全国公民館連合会 編『公民館における災害対策ハンドブック 第3版』第一法規、2022年12月27日。ISBN 978-4474091337。 NCID BD00769263。
- 川上富雄、中井俊雄、磯打千雅子 編『キーワードで学ぶ防災福祉入門』学文社、2024年12月24日。ISBN 9784762033964。 NCID BD09807984。
- 阪本真由美 編『地域が主役の自治体災害対策: 参加・協働・連携の減災マネジメント』学芸出版社、2025年1月17日。ISBN 9784761529185。 NCID BD10148444。
- 瀧本浩一 編『地域防災とまちづくり―みんなをその気にさせる災害図上訓練(第6版)』イマジン出版、2023年2月1日。ISBN 978-4872999266。 NCID BD0083627X。
- 逃げ地図づくりプロジェクトチーム 編『災害から命を守る 「逃げ地図」づくり』ぎょうせい、2019年11月28日。ISBN 978-4324107140。 NCID BB29394598。